# Den glade Løjtnant (film fra 1917)
 Ikke at forveksle med Den glade Løjtnant (film fra 1912).
Den glade Løjtnant er en dansk stumfilm fra 1917 med ukendt instruktør.

## Handling
Denne artikel mangler et handlingsreferat. Hjælp os med at skrive det.